# ASC De Volewijckers in het seizoen 1965/66
Het seizoen 1965/1966 was het 12e jaar in het bestaan van de Amsterdamse betaaldvoetbalclub De Volewijckers. De club kwam uit in de Eerste divisie en eindigde daarin op de 12e plaats. Tevens deed de club mee aan het toernooi om de KNVB Beker, hierin werd de club in de groepsfase uitgeschakeld.

## Wedstrijdstatistieken

### Eerste divisie
|       | Alkmaar '54 | Blauw-Wit | SC Cambuur | DHC   | Eindhoven | Holland Sport | NAC   | N.E.C. | RBC   | Sittardia | Velox | Volendam | VVV   | Xerxes |
| ----- | ----------- | --------- | ---------- | ----- | --------- | ------------- | ----- | ------ | ----- | --------- | ----- | -------- | ----- | ------ |
| Thuis | 1 – 2       | 2 – 2     | 1 – 2      | 3 – 1 | 4 – 2     | 0 – 1         | 0 – 1 | 0 – 0  | 0 – 3 | 0 – 1     | 4 – 0 | 0 – 2    | 2 – 1 | 3 – 4  |
| Uit   | 5 – 1       | 2 – 1     | 3 – 3      | 0 – 4 | 2 – 2     | 3 – 1         | 5 – 1 | 2 – 0  | 0 – 2 | 2 – 1     | 2 – 0 | 0 – 2    | 3 – 2 | 0 – 1  |

### KNVB beker
| Groepsfase                                        | Ajax                                                      | 5 – 0 (3 – 0) | De Volewijckers                                   |
| 19 september 1965 Plaats: Amsterdam De Meer       | Johan Cruijff 23', 28' Co Prins 44', 47' Cees de Wolf 78' |               |                                                   |
| Groepsfase                                        | De Volewijckers                                           | 2 – 2 (1 – 1) | FC Zaanstreek                                     |
| 7 november 1965 Plaats: Amsterdam Buiksloterbanne | Johan Engelsma 17', 50'                                   |               | 10' Piet Ouderland 66' Cees Groot                 |
| Groepsfase                                        | ZFC                                                       | 2 – 4 (1 – 4) | De Volewijckers                                   |
| 16 januari 1966 Plaats: Zaandam Westzanerdijk     | Henk van Meteren –', –'                                   |               | 10', –' Dirk de Ruiter Co Adriaanse Arie van Dijk |

## Statistieken De Volewijckers 1965/1966

### Eindstand De Volewijckers in de Nederlandse Eerste divisie 1965 / 1966
| Stand | Gespeeld | Gewonnen | Gelijk | Verloren | Punten | Doelpunten voor | Doelpunten tegen |
| ----- | -------- | -------- | ------ | -------- | ------ | --------------- | ---------------- |
| 12e   | 28       | 8        | 4      | 16       | 20     | 41              | 51               |

### Topscorers
| #                 | Naam              | Goal |
| ----------------- | ----------------- | ---- |
| 1.                | Johan Engelsma    | 15   |
| 2.                | Arie van Dijk     | 7    |
| 3.                | Tonny Fens        | 6    |
| 4.                | Henk Looijen      | 5    |
| 5.                | Wout Schaft       | 2    |
| 6.                | Tonny Coster      | 1    |
| 6.                | Jan Koppedraaijer | 1    |
| 6.                | Cor Peil          | 1    |
| 6.                | Harry Reijmers    | 1    |
| 6.                | Hans Reuser       | 1    |
| Onbekend doelpunt |                   |      |
| –                 | Onbekend          | 1    |
| Totaal            | Totaal            | 41   |

| #      | Naam           | Goal |
| ------ | -------------- | ---- |
| 1.     | Johan Engelsma | 2    |
| 1.     | Dirk de Ruiter | 2    |
| 3.     | Co Adriaanse   | 1    |
| 3.     | Arie van Dijk  | 1    |
| Totaal | Totaal         | 6    |

## Voetnoten
Alkmaar '54 ·
Blauw-Wit ·
Cambuur ·
DHC ·
Eindhoven ·
Holland Sport ·
NAC ·
N.E.C. ·
RBC ·
Sittardia ·
Velox ·
Volendam ·
De Volewijckers ·
VVV ·
Xerxes